# Landtagswahl in Schleswig-Holstein 2012
- SPD: 22
- Grüne: 10
- SSW: 3
- Piraten: 6
- CDU: 22
- FDP: 6

- Regierung: 35
- Opposition: 34

Die Wahl zum 18. Landtag von Schleswig-Holstein fand am 6. Mai 2012 statt. 
Sie wurde durch ein Urteil des Landesverfassungsgerichts vom 30. August 2010 nötig. Die Wahl führte zu einem Machtwechsel, da die bis dahin regierende schwarz-gelbe Koalition aus CDU und FDP insbesondere aufgrund der starken Verluste der FDP die Mehrheit verlor und eine knappe Mehrheit der oppositionellen Parteien SPD, Grüne und SSW möglich wurde. Die Piratenpartei zog in den Landtag ein, Die Linke verfehlte den Wiedereinzug deutlich.

## Ausgangslage
Die 17. Wahl zum Schleswig-Holsteinischen Landtag fand am 27. September 2009 gleichzeitig mit der Bundestagswahl statt. Die Wahl kennzeichneten Verluste der beiden Partner in der großen Koalition, CDU und SPD, und entsprechende Gewinne der kleineren Parteien. CDU und FDP erreichten zusammen 46,4 Prozent der Stimmen, die übrigen Parteien im Landtag (SPD, Grüne, Linke und SSW) insgesamt 48,1 Prozent. Trotzdem hatte die schwarz-gelbe Koalition mit 48 von 95 Sitzen die Mehrheit im Landtag, vor allem durch 11 Überhangmandate der CDU. Die Vergabe von Ausgleichsmandaten für die anderen Parteien war jedoch in der Landeswahlordnung ungenau geregelt. Der Landeswahlausschuss entschied sich am 16. Oktober 2009 für die von der Landeswahlleiterin bevorzugte Auslegung mit 14 Ausgleichsmandaten, die CDU und FDP die Mehrheit sicherte. Grüne und SSW klagten vor dem Landesverfassungsgericht gegen die Mandatsverteilung, die Linken schlossen sich nach dem Zusammentreten des neuen Landtags der Klage an. Das Gericht stellte in seinem Urteil vom 30. August 2010 die Verfassungswidrigkeit des Landeswahlgesetzes wegen ungleicher Stimmengewichtung und der Möglichkeit deutlicher Überschreitung der in der Verfassung vorgesehenen Höchstzahl an Abgeordneten fest. Das Wahlgesetz müsse bis zum 31. Mai 2011 geändert werden und eine Neuwahl des Landtages bis spätestens 30. September 2012 erfolgen. Die bisherige Sitzverteilung im 2009 gewählten Landtag blieb bestehen.

## Wähler und Entscheidungsfindung

### Wahlberechtigte
Mit rund 2.240.000 Wahlberechtigten stieg ihre Zahl um 19.000 im Vergleich zum Jahr 2009. Das war die größte Zahl seit der ersten Landtagswahl 1947. Unter den Wählern fanden sich 76.000 Erstwähler.

### Wahlwerbung
Die CDU und ihre Jugendorganisation Junge Union starteten während des Wahlkampfes eine Kampagne gegen die sogenannte „Dänen-Ampel“. Die SPD klebte 32.000 Plakate, wobei auf etwa der Hälfte Spitzenkandidat Torsten Albig abgebildet war. Die GRÜNEN setzten auf ihren Wahlplakaten vor allem auf den Spitzenkandidaten Robert Habeck und kritisierten zugleich die Wahlwerbung der FDP, da ihre Fraktion Postwurfsendungen versendet hatte. Dabei war jedoch nicht kenntlich gemacht worden, dass es sich um Werbung der Partei selbst handelte. Die Piratenpartei hängte insgesamt 18.000 Wahlplakate auf. Freie Wähler und Familienpartei präsentierten sich als bürgerliche Alternative zu CDU und FDP.
Eine Besonderheit gab es in Flensburg, wo Parteien nur auf wenigen offiziellen Stellwänden werben dürfen, die von der Stadt freigegeben werden. Eine weitere Eigenart besteht auf den nordfriesischen Inseln, auf denen seit rund 40 Jahren auf Wahlplakate offiziell verzichtet wird. Die Föhrer SPD verweigerte sich erstmals diesem Boykott und stellte sechs Wahlplakate auf.

### Internet
Neben der Wahlentscheidungshilfe Wahl-O-Mat, die knapp 250.000-mal genutzt wurde, wurden zur Landtagswahl auf den Websites von PESM Wahlbörse, Wahlfieber und Wahlrecht Tippspiel-Börsen zur Voraussage der Ergebnisse der Parteien geschaltet, bei denen sich insgesamt rund 1.500 Menschen beteiligt haben. 
Zudem bot abgeordnetenwatch.de wieder eine direkte Kandidatenbefragung an.

### Medien
Am 2. Mai 2012 fand im NDR-Fernsehen ein Fernsehduell mit den Spitzenkandidaten der beiden großen Parteien, Jost de Jager (CDU) und Torsten Albig (SPD), statt, das laut Angaben des NDR allein in Schleswig-Holstein von etwa 80.000 Zuschauern verfolgt wurde. Gesondert hiervon fand am selben Tag auch ein Fernsehduell mit den Spitzenkandidaten der kleineren im Landtag vertretenen Parteien, Wolfgang Kubicki (FDP), Robert Habeck (Grüne), Anke Spoorendonk (SSW) und Antje Jansen (Linke) statt.

## Wahlkreise und -verfahren
Zur Umsetzung der verfassungsgerichtlichen Vorgaben einigten sich die Fraktionen von CDU, SPD und FDP im Frühjahr 2011 auf eine Änderung der Landesverfassung und des Landeswahlgesetzes. Der Landtag verabschiedete das entsprechende Gesetz am 29. März 2011. Die zuvor in Artikel 10 der Landesverfassung normierte Sollgröße des Landtages mit 69 Abgeordneten wurde in das Landeswahlgesetz übernommen. Statt bisher in 40 wurde nunmehr in 35 Wahlkreisen jeweils ein Direktkandidat oder eine -kandidatin gewählt. Überhangmandate, die aus einer Mehrzahl von Direktmandaten gegenüber dem sich aus dem Zweitstimmenergebnis berechnenden Anteil resultieren, werden voll ausgeglichen. Wahlkreise können statt zuvor 25 jetzt nur noch 20 % mehr Wahlberechtigte als ein durchschnittlicher Wahlkreis aufweisen. Das Zweistimmenwahlrecht wurde beibehalten. Das Sitzzuteilungssystem wurde geändert. Statt bisher nach D’Hondt werden die Sitze jetzt nach dem Verteilungsprinzip nach Sainte-Laguë vergeben. Bei unveränderter Anwendung des Verfahrens nach D’Hondt hätte die CDU einen Sitz mehr erhalten, die Grünen entsprechend einen Sitz weniger.
Es gilt die Fünf-Prozent-Hürde für die bei der Wahl teilnehmenden Parteien. Infolge der Bonn-Kopenhagener Erklärungen sind Parteien der dänischen Minderheit hiervon jedoch ausgenommen, was für den SSW zutrifft.

## Parteien und Kandidaten
Folgende Parteien wurden von der Landeswahlleiterin bzw. den Kreiswahlleitern zugelassen:
| Partei                                      | Kürzel       | Mit- glieder | Ergebnis 2009 | Direkt- kandidaten | Spitzenkandidat  |
| ------------------------------------------- | ------------ | ------------ | ------------- | ------------------ | ---------------- |
| Christlich Demokratische Union Deutschlands | CDU          | 24.000       | 31,5 %        | 35                 | Jost de Jager    |
| Sozialdemokratische Partei Deutschlands     | SPD          | 19.000       | 25,4 %        | 35                 | Torsten Albig    |
| Freie Demokratische Partei                  | FDP          | 2.280        | 14,9 %        | 35                 | Wolfgang Kubicki |
| Bündnis 90/Die Grünen                       | GRÜNE        | 2.074        | 12,4 %        | 35                 | Robert Habeck    |
| Die Linke                                   | DIE LINKE    | 987          | 6,0 %         | 35                 | Antje Jansen     |
| Südschleswigscher Wählerverband             | SSW          | 3.900        | 4,3 %         | 11                 | Anke Spoorendonk |
| Piratenpartei                               | PIRATEN      | 901          | 1,8 %         | 34                 | Torge Schmidt    |
| Freie Wähler                                | FREIE WÄHLER | 65           | 1,0 %         | 0                  | Wolfgang Warwel  |
| Nationaldemokratische Partei Deutschlands   | NPD          | 220          | 0,9 %         | 5                  | Jens Lütke       |
| Familien-Partei Deutschlands                | FAMILIE      | 108          | 0,8 %         | 0                  | Matthias Kortüm  |
| Maritime Union Deutschland                  | MUD          | 78           | —             | 0                  | Konrad Fischer   |

Nicht im Landtag vertretene Parteien hatten 1000 Unterstützungsunterschriften vorzulegen. Die Liste der Partei für Arbeit, Rechtsstaat, Tierschutz, Elitenförderung und basisdemokratische Initiative wurde nicht zugelassen, trat aber in zwei Wahlkreisen mit Kandidaten an.

### Wahlkreiskandidaten
CDU, SPD, Bündnis 90/Die Grünen, FDP und die Linke stellten in allen 35 Wahlkreisen Kandidaten für die Direktwahl. Für den SSW traten in 11 Wahlkreisen Direktkandidaten an.
Unter den nicht im Landtag vertretenen Parteien stellten nur die Piraten Wahlkreiskandidaten in größerem Umfang auf. Sie waren in allen Wahlkreisen mit Ausnahme des Wahlkreises 18 (Ostholstein-Nord) vertreten.
Die NPD hatte in fünf Wahlkreisen Direktkandidaten. Die nicht mit ihrer Landesliste zugelassene „Partei für Arbeit, Rechtsstaat, Tierschutz, Elitenförderung und basisdemokratische Initiative“ stellte in zwei Wahlkreisen Direktkandidaten. Die übrigen Parteien stellten nur für die Landesliste Kandidaten auf.
Weiterhin gab es insgesamt fünf parteilose Kandidaten, davon zwei im Wahlkreis 3 (Flensburg) und je einen in den Wahlkreisen 2 (Husum), 17 (Plön-Süd/Eutin) und 21 (Steinburg-Ost).

### Ministerpräsidentenkandidaten

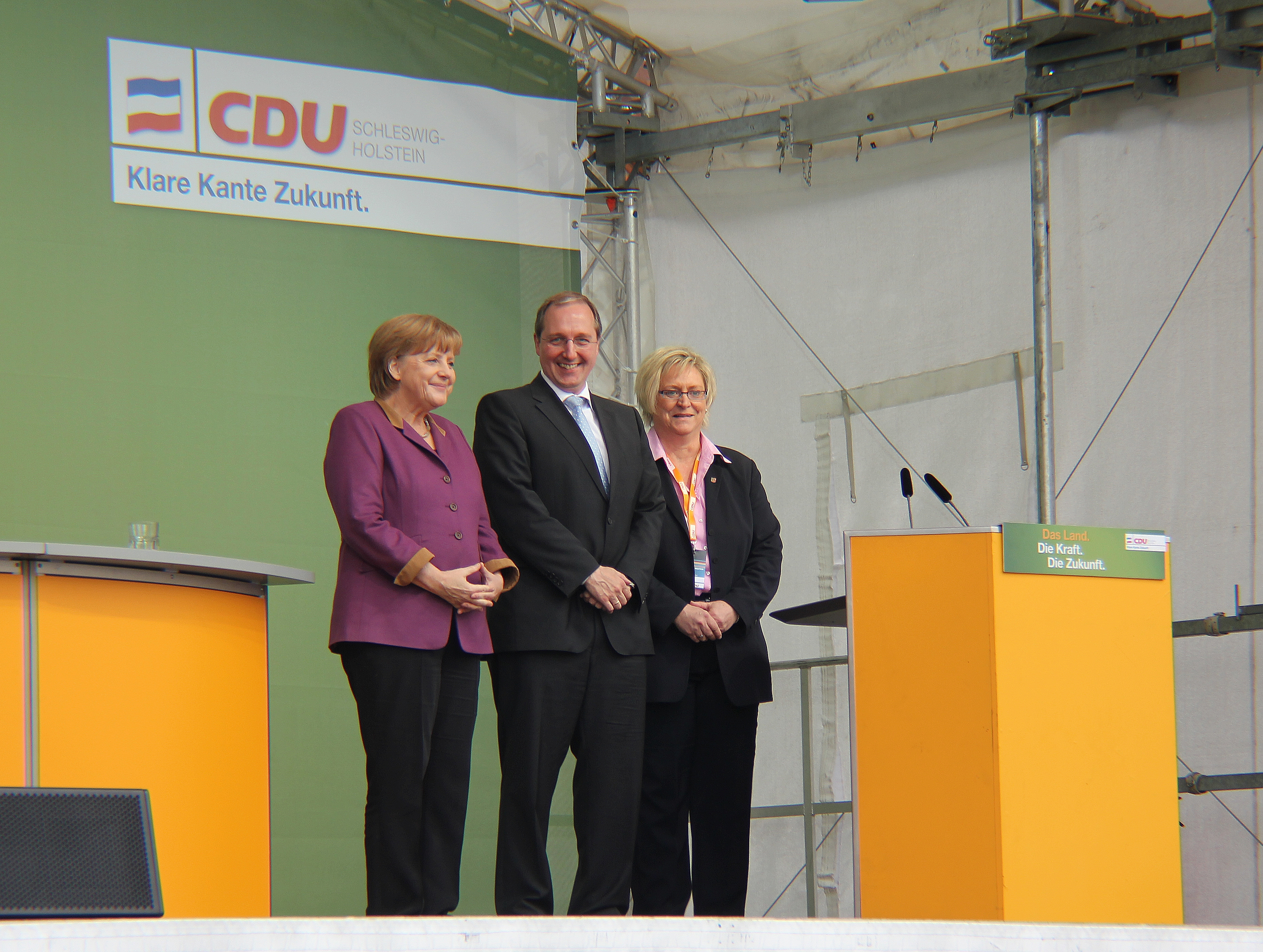
Angela Merkel und Jost de Jager sowie Susanne Herold in Flensburg zur Landtagswahl

Die CDU nominierte auf dem Landesparteitag am 6. Mai 2011 in Norderstedt zunächst Fraktionschef Christian von Boetticher zum Spitzenkandidaten, nachdem Amtsinhaber Peter Harry Carstensen bereits im Herbst 2010 angekündigt hatte, nicht wieder anzutreten. Von Boetticher trat am 14. August 2011 von der Spitzenkandidatur zurück, nachdem eine frühere Intimbeziehung zu einer damals 16-jährigen Schülerin bekannt geworden war. Als neuen Spitzenkandidaten für die Landtagswahl nominierte der CDU-Landesvorstand am 16. August 2011 den derzeitigen Wirtschaftsminister Jost de Jager. Am 4. November 2011 wurde er vom CDU-Landesparteitag zum Spitzenkandidaten bestimmt. De Jager war der erste Ministerpräsidentenkandidat in der Geschichte Schleswig-Holsteins, der kein Mandat für den Landtag erhielt, da er nur auf Platz eins der Landesliste kandidierte und die CDU nur ihre 22 Direktkandidaten in den Landtag entsenden konnte.
Die SPD hatte in einem Mitgliederentscheid den Kieler Oberbürgermeister Torsten Albig zum Herausforderer bestimmt. Er setzte sich mit 57,2 Prozent der Stimmen gegen den Landes- und Fraktionsvorsitzenden der SPD, Ralf Stegner (32,2 Prozent), die Elmshorner Bürgermeisterin Brigitte Fronzek (9,1 Prozent) und Mathias Stein (1,3 Prozent) durch. Der Mitgliederbefragung war ein Bewerbungsverfahren vorausgegangen, das 16 öffentliche Mitgliederversammlungen in allen Kreisen und kreisfreien Städten des Landes vorsah. An diesen konnten auch Gäste teilnehmen, die kein SPD-Parteibuch hatten.

## Umfragen
Bereits die Vorwahlumfragen prognostizierten ein Kopf-an-Kopf-Rennen zwischen der regierenden CDU und der oppositionellen SPD. Demnach wurden für die CDU leichte Verluste, für die SPD dagegen erhebliche Zugewinne vorhergesagt. Die FDP, die lange um den Wiedereinzug in den Landtag fürchten musste, legte im Wahlkampfendspurt hinzu und übersprang trotz deutlicher Stimmverluste die Fünf-Prozent-Hürde klar. Grüne und SSW lagen in den Prognosen nahe ihren Ergebnissen der vorangegangenen Wahl. Starke Zugewinne und einen deutlichen Einzug in den Landtag sah die Meinungsforschung für die Piratenpartei voraus.
Für die Sonntagsfrage, welche Partei die Schleswig-Holsteiner wählen würden, wenn am kommenden Sonntag Landtagswahl wäre, gaben die Demoskopen bei den einzelnen Umfragen folgende Anteile an:
| Institut                | Datum      | CDU  | SPD  | FDP | GRÜNE  | LINKE | SSW   | Piraten | Sonstige |
| ----------------------- | ---------- | ---- | ---- | --- | ------ | ----- | ----- | ------- | -------- |
| GMS                     | 02.05.2012 | 32 % | 33 % | 6 % | 12 %   | 2 %   | 4 %   | 8 %     | 3 %      |
| Forschungsgruppe Wahlen | 27.04.2012 | 31 % | 31 % | 7 % | 12,5 % | 2,5 % | 4 %   | 9 %     | 3 %      |
| Infratest dimap         | 26.04.2012 | 30 % | 32 % | 6 % | 13 %   | 2,5 % | 4,5 % | 9 %     | 3 %      |
| Infratest dimap         | 19.04.2012 | 31 % | 32 % | 5 % | 13 %   | 2 %   | 4 %   | 10 %    | 3 %      |
| Infratest dimap         | 12.04.2012 | 32 % | 32 % | 4 % | 12 %   | 3 %   | 4 %   | 11 %    | 2 %      |
| Infratest dimap         | 29.03.2012 | 34 % | 32 % | 4 % | 15 %   | 4 %   | 4 %   | 5 %     | 2 %      |
| Infratest dimap         | 16.03.2012 | 34 % | 33 % | 4 % | 15 %   | 3 %   | 4 %   | 5 %     | 2 %      |
| Forsa                   | 05.03.2012 | 35 % | 35 % | 2 % | 13 %   | 3 %   | 4 %   | 5 %     | 3 %      |
| Infratest dimap         | 17.02.2012 | 33 % | 33 % | 3 % | 16 %   | 3 %   | 3 %   | 5 %     | 4 %      |
| Emnid                   | 20.01.2012 | 34 % | 32 % | 4 % | 15 %   | 3 %   | 3 %   | 7 %     | 2 %      |
| Forsa                   | 18.11.2011 | 33 % | 32 % | 3 % | 17 %   | 3 %   | 3 %   | 6 %     | 3 %      |
| Infratest dimap         | 28.09.2011 | 30 % | 34 % | 3 % | 21 %   | 2 %   | 3 %   | 4 %     | 3 %      |
| Forsa                   | 17.08.2011 | 30 % | 32 % | 4 % | 19 %   | 4 %   | 4 %   | –       | 7 %      |
| Infratest dimap         | 17.05.2011 | 33 % | 31 % | 4 % | 22 %   | 2 %   | 4 %   | 1 %     | 3 %      |

Auf die Frage, wen die Schleswig-Holsteiner direkt zum Ministerpräsidenten wählen würden, gaben die Demoskopen folgende Anteile an:
| Institut                | Datum      | Jost de Jager (CDU) | Torsten Albig (SPD) |
| ----------------------- | ---------- | ------------------- | ------------------- |
| Forschungsgruppe Wahlen | 06.05.2012 | 30 %                | 42 %                |
| Infratest dimap         | 06.05.2012 | 32 %                | 57 %                |
| Forschungsgruppe Wahlen | 27.04.2012 | 29 %                | 44 %                |
| Infratest dimap         | 26.04.2012 | 27 %                | 49 %                |
| Infratest dimap         | 19.04.2012 | 32 %                | 56 %                |
| Infratest dimap         | 12.04.2012 | 31 %                | 53 %                |
| Infratest dimap         | 29.03.2012 | 33 %                | 49 %                |
| Infratest dimap         | 17.02.2012 | 29 %                | 45 %                |
| Infratest dimap         | 28.09.2011 | 27 %                | 45 %                |
| Forsa                   | 17.08.2011 | 30 %                | 34 %                |

Auf die Frage, welche Koalition die Schleswig-Holsteiner präferieren, gaben die Demoskopen folgende Anteile an:
| Institut        | Datum      | Rot-Grün | Große Koalition | SPD | Schwarz-Gelb | Schwarz-Grün | CDU |
| --------------- | ---------- | -------- | --------------- | --- | ------------ | ------------ | --- |
| Infratest dimap | 17.02.2012 | 28 %     | 22 %            | 1 % | 9 %          | 6 %          | 2 % |
| Infratest dimap | 28.09.2011 | 32 %     | 17 %            | 3 % | 7 %          | 9 %          | 3 % |
| Infratest dimap | 28.09.2010 | 28 %     | 12 %            | 1 % | 12 %         | 7 %          | 4 % |

## Ergebnis
| Listen                    | Listen            | Erststimmen | Erststimmen | Erststimmen | Erststimmen | Zweitstimmen | Zweitstimmen | Zweitstimmen | Zweitstimmen | Mandate | Mandate |
| Listen                    | Listen            | Stimmen     | %           | +/-         | Mandate     | Stimmen      | %            | +/-          | Mandate      | Anzahl  | +/-     |
| ------------------------- | ----------------- | ----------- | ----------- | ----------- | ----------- | ------------ | ------------ | ------------ | ------------ | ------- | ------- |
|                           | CDU               | 485.709     | 36,8        | –0,1        | 22          | 408.637      | 30,8         | –0,8         | –            | 22      | –12     |
|                           | SPD               | 472.752     | 35,8        | +6,1        | 13          | 404.048      | 30,4         | +5,0         | 9            | 22      | –3      |
|                           | GRÜNE             | 139.888     | 10,6        | –0,1        | –           | 174.953      | 13,2         | +0,7         | 10           | 10      | –2      |
|                           | FDP               | 56.493      | 4,3         | –6,5        | –           | 108.953      | 8,2          | –6,7         | 6            | 6       | –8      |
|                           | PIRATEN           | 97.335      | 7,4         | +6,1        | –           | 108.902      | 8,2          | +6,4         | 6            | 6       | +6      |
|                           | SSW               | 32.565      | 2,5         | –0,4        | –           | 61.025       | 4,6          | +0,2         | 3            | 3       | –1      |
|                           | LINKE             | 32.090      | 2,4         | –3,0        | –           | 29.900       | 2,3          | –3,7         | –            | –       | –6      |
|                           | Familie           | –           | –           | N/A         | –           | 12.758       | 1,0          | +0,2         | –            | –       | –       |
|                           | NPD               | 1.503       | 0,1         | –0,2        | –           | 9.832        | 0,7          | –0,2         | –            | –       | –       |
|                           | Freie Wähler      | –           | –           | –1,5        | –           | 7.823        | 0,6          | –0,4         | –            | –       | –       |
|                           | MUD               | –           | –           | N/A         | –           | 1.621        | 0,1          | N/A          | –            | –       | –       |
|                           | Die PARTEI        | 467         | 0,0         | N/A         | –           | –            | –            | N/A          | –            | –       | –       |
|                           | Einzelbewerber    | 1.408       | 0,1         | –0,1        | –           | –            | –            | –            | –            | –       | –       |
| Gesamt                    | Gesamt            | 1.320.210   | 100         |             | 35          | 1.328.452    | 100          |              | 34           | 69      | –26     |
|                           |                   |             |             |             |             |              |              |              |              |         |         |
| Ungültige Stimmen         | Ungültige Stimmen | 27.701      | 2,1         | –0,9        |             | 19.459       | 1,4          | –0,6         |              |         |         |
| Wähler                    | Wähler            | 1.347.911   | 60,2        | –13,4       |             | 1.347.911    | 60,2         | –13,4        |              |         |         |
| Wahlberechtigte           | Wahlberechtigte   | 2.239.615   |             |             |             | 2.239.615    |              |              |              |         |         |
|                           |                   |             |             |             |             |              |              |              |              |         |         |
| Quelle: Statistisches Amt |                   |             |             |             |             |              |              |              |              |         |         |

Erststimmenmehrheiten in den Wahlkreisen

Die Wahlbeteiligung sank um 13,4 Prozentpunkte auf nur 60,2 Prozent. Die FDP lag 51 Stimmen vor der Piratenpartei, was bei der Besetzung von Landtagsausschüssen relevant sein kann. Die Familienpartei verfehlte mit 0,96 % knapp die geltende Ein-Prozent-Hürde, um Mittel aus der staatlichen Parteienfinanzierung zwecks Wahlkampfkostenerstattung zu erhalten. Die fehlenden 0,04 % entsprechen weniger als 500 Wählern.

## Wahlabend
Die ersten Prognosen von ARD (Infratest dimap) und ZDF (Forschungsgruppe Wahlen) um 18 Uhr sahen die CDU bei 30,5 Prozent, die SPD zwischen 29,5 und 30,5 Prozent, die FDP bei 8,5 Prozent, die Grünen zwischen 13 und 14 Prozent, die Linke bei 2,5 Prozent, den SSW bei 4,5 Prozent und die Piraten zwischen 8 und 8,5 Prozent. Daraus errechneten beide Sender für CDU und SPD jeweils 22 Landtagssitze, für die Grünen zehn Sitze, für die FDP und die Piraten jeweils sechs Sitze und für den SSW drei Sitze im Landtag – eine Sitzverteilung, die sich den gesamten Abend in den Hochrechnungen nicht verändern sollte und schließlich vom vorläufigen amtlichen Endergebnis auch bestätigt wurde. Einzig Kiel TV errechnete zwischenzeitlich auf der Grundlage des vom Statistischen Landesamt veröffentlichten Zahlen ein viertes Landtagsmandat für den SSW zulasten der Grünen.
Der selbst gegenüber den letzten Umfragen, die die FDP bei sechs bis sieben Prozent sahen, hohe Stimmenanteil der Liberalen wurde vor allem dem „Kubicki-Effekt“ zugeschrieben (73 Prozent laut Infratest dimap). Der in Schleswig-Holstein sehr populäre FDP-Spitzenmann Wolfgang Kubicki erreichte danach einen Zuspruch von 54 Prozent (im Vergleich zu 18 Prozent für Philipp Rösler, dem damaligen Bundesvorsitzenden der Partei). Zudem wurde von Schleswig-Holsteinern überwiegend die Landes-FDP als eine andere Partei als die Bundes-FDP empfunden (63 Prozent). Bundesweit lag zum Zeitpunkt der Schleswig-Holstein-Wahl in Umfragen die FDP nur bei drei bis fünf Prozent; die Partei war zuvor hintereinander aus sechs Landtagen ausgeschieden.
Trotz des Zugewinnes von fünf Prozentpunkten Stimmenanteil zeigte sich der Spitzenkandidat der SPD Torsten Albig vom Ergebnis für die SPD enttäuscht – er hatte einen Stimmenanteil um die 40 Prozent angestrebt. Albig wie auch die Spitzenkandidaten von Grünen und SSW Robert Habeck und Anke Spoorendonk betonten am Abend, an ihrem Vorhaben, eine gemeinsame Koalition zu bilden – die so genannte „Dänen-Ampel“ (auch „Schleswig-Holstein-Ampel“ genannt) – trotz der nur knappen Ein-Sitz-Mehrheit festzuhalten und sie weiterhin anzustreben. Torge Schmidt, der Spitzenkandidat der Piraten, kündigte am Abend im NDR Fernsehen an, dass die Piratenpartei abhängig von Gesprächen mit diesen Parteien möglicherweise die „Dänen-Ampel“ tolerieren könne.
Der Spitzenkandidat der CDU Jost de Jager bot zur Bildung einer tragfähigen, stabilen Landesregierung SPD, FDP und den Grünen Gespräche an – ein Angebot, das weder bei SPD und Grünen noch beim bisherigen Koalitionspartner FDP auf Gegenliebe stieß. De Jager selbst gewann bei der Wahl kein Landtagsmandat, weil die CDU ihre 22 Landtagsmandate direkt gewann und dadurch die CDU-Landesliste, auf der er den ersten Platz belegte, nicht zum Zuge kam.

## Regierungsbildung
| Koalitionsoption                 | Sitze |
| -------------------------------- | ----- |
| Sitze gesamt                     | 69    |
| Absolute Mehrheit (ab 35 Sitzen) |       |
| CDU, SPD                         | 44    |
| CDU, Grüne, FDP                  | 38    |
| SPD, Grüne, FDP                  | 38    |
| SPD, Grüne, SSW                  | 35    |

Nach erfolgreichen Sondierungsgesprächen kam es zu Koalitionsverhandlungen zur Dänen-Ampel aus SPD, Grünen und SSW. Nach Abschluss der Koalitionsverhandlungen wurde Torsten Albig (SPD) mit 37 von 69 Stimmen zum Ministerpräsidenten gewählt. Er erhielt damit mindestens zwei Stimmen aus den Reihen der Opposition, da die Regierungsfraktionen insgesamt nur 35 Mitglieder haben.